# پادشاه تالسا
پادشاه تالسا (به انگلیسی: Tulsa King) یک مجموعه تلویزیونی درام و جنایی آمریکایی که توسط تیلور شریدان همراه با ترنس وینتر برای کمپانی پارامونت پلاس ساخته شده است. این سریال با بازی سیلوستر استالونه در نقش یک کاپوی مافیایی که به تازگی از زندان خارج شده و به تالسا فرستاده شده است، جایی که او تلاش می‌کند یک سازمان جنایتکار را راه‌اندازی کند. اولین قسمت این سریال در ۱۳ نوامبر ۲۰۲۲ به کارگردانی آلن کولتر منتشر شد. این سریال با استقبال مردم مواجه شد.

## بازیگران
- سیلوستر استالونه … دوایت «ژنرال» مانفردی
- مکس کاسلا … آرماند ترویسی
- دومنیک لامباردوتزی … چارلز «چیکی» اینورنیزی
- وینسنت پیازا … وینس آنتونچی
- جی ویل … تایسون
- آندرئا سوج … استیسی بیل
- مارتین استار … بهدی
- گرت هدلند … میچ کلر

## داستان
دوایت «ژنرال» مانفردی (با بازی استالونه) یک سردسته مافیای نیویورک است که به تازگی حکم ۲۵ سال زندان را به پایان رسانده است. پس از آزادی، رئیسش او را به تالسا، اکلاهما می‌فرستد تا عملیات خلافکاری را در آنجا راه‌اندازی کند. او که کسی را در منطقه نمی‌شناسد، به دنبال افراد جدیدی برای کمک به ایجاد امپراتوری خود می‌گردد.

## تولید
تیلور شریدان این مجموعه را در طول همه‌گیری کووید-۱۹ ایجاد کرد، یک هفته طول کشید تا ایده‌اش را مطرح کند، قسمت آزمایشی را بنویسد و استالونه را برای پروژه استخدام کند. فیلمبرداری در مارس ۲۰۲۲ آغاز شد. این سریال در ۱۳ نوامبر ۲۰۲۲ در پارامونت پلاس منتشر شد. دو قسمت اول در تاریخ ۱۳ و ۲۰ نوامبر از شبکه پارامونت پخش شد.

## بازخوردها
در وب‌سایت جمع‌آوری بررسی نقد راتن تومیتوز، بر اساس ۳۹ بررسی، دارای امتیاز ۷۷ درصد تایدیه و میانگین امتیاز ۶٫۵ از ۱۰ را گزارش کرده است. در متاکریتیک، میانگین وزنی دارد. امتیاز ۶۵ از ۱۰۰ بر اساس ۲۳ منتقد، نشان دهنده «بررسی‌ها عموماً مطلوب» است.